# Il romanzo sperimentale

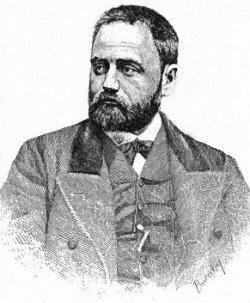
L'autore del romanzo, Emile Zola

Il romanzo sperimentale (Le Roman expérimental) è un saggio che raccoglie gli scritti teorici di Émile Zola pubblicato nel 1880 e viene considerato l'unico Manifesto del Naturalismo.
Le teorie letterarie sullo sperimentalismo in esso esposte non vennero però accettate dai giornali francesi che ignorarono la battaglia letteraria dello scrittore e la prima edizione dell'opera uscì su una rivista di San Pietroburgo, in traduzione russa, per vedere la luce in Francia solamente nel 1880 quando l'autore era ormai diventato famoso.

## I principi della poetica naturalista
In esso lo scrittore, considerato il padre del naturalismo francese, delinea i principi della poetica naturalista: qui egli afferma che "il romanziere come lo scienziato deve essere insieme osservatore e sperimentatore, considera l'arte come una riproduzione oggettiva del reale governata dalle leggi della natura, rivendica l'impegno morale dello scrittore che, mettendo in luce le cause dei fenomeni sociali deve indurre la società stessa a intervenire per modificarli e migliorarli". 

## Il rapporto dialettico tra arte e scienza
"Il romanzo sperimentale" rispecchia pienamente i concetti espressi in campo scientifico nel XIX secolo perché esso offre uno strumento utile per comprendere le cose e gli uomini oltre che a risolvere problemi. Zola afferma infatti che tra arte e scienza vi deve essere un rapporto dialettico in modo che la letteratura possa apprendere dalla scienza il suo metodo: quello sperimentale.

## Lo stile impersonale
L'autore sostiene che se il metodo sperimentale viene applicato all'arte si possono evitare inutili lirismi a favore di uno stile che, essendo impersonale, sottopone il sentimento dell'artista alla verifica della verità e sarà intessuto di logica e di chiarezza. Nella narrazione lo scrittore "esperimenta" il determinismo dei fenomeni studiati, attraverso la concatenazione dei fatti che coinvolgono i personaggi. Così l'autore si esprime nel suo saggio: "Non abbiamo esaurito il nostro compito quando abbiamo descritto la collera, l'avarizia, l'amore; l'intera natura e l'uomo ci appartengono, non solo nei fenomeni, ma nelle cause di quei fenomeni".

## L'appoggio alla nuova concezione di romanzo (Taine e Verga)
Questa nuova concezione di romanzo venne appoggiata dal filosofo Hippolyte Taine che determinò, tramite degli studi sulla società, tre fattori fondamentali influenti sulla condizione dell'uomo: la razza, il tempo storico e la condizione sociale.
Anche Verga si avvicinò al romanzo sperimentale e guardò con molto interesse l'opera di Charles Darwin L'origine delle specie. Come Darwin in questo trattato scientifico descrive la prevalenza del più forte sul più debole in natura, così Verga racconta storie di popolo subalterno ad un potente quasi a rafforzare la teoria dimostrata dallo scienziato.

## Il compito dello scrittore
Compito dello scrittore è quindi di indagare il funzionamento dei comportamenti dell'uomo, in particolare quelli passionali, scoprendone le cause in rapporto alle condizioni individuali o ambientali.